# Princess Nicotine; or, The Smoke Fairy
Princess Nicotine; or, The Smoke Fairy – amerykański krótkometrażowy film niemy z 1909 roku w reżyserii Jamesa Stuarta Blacktona.

## Wyróżnienia
| Rok wpisania | National Film Registry |
| ------------ | --- |
| 2003         | Lista filmów budujących dziedzictwo kulturalne USA utworzona przez National Film Preservation Board i przechowywana w Bibliotece Kongresu Stanów Zjednoczonych |